# المنسق الخاص للأمم المتحدة لعملية السلام في الشرق الأوسط
المنسق الخاص للأمم المتحدة لعملية السلام في الشرق الأوسط والمعروف سابقًا باسم المنسق الخاص للأمم المتحدة يمثل الأمين العام ويقود منظومة الأمم المتحدة في المساعي السياسية والدبلوماسية المتعلقة بعملية السلام بما في ذلك اللجنة الرباعية للشرق الأوسط وأيضًا يقوم بتنسيق العمل الإنساني والتنموي لوكالات وبرامج الأمم المتحدة في الأراضي الفلسطينية المحتلة في سبيل دعم السلطة الفلسطينية والشعب الفلسطيني. أسس للمنصب في يونيو من العام 1994 بعد التوقيع على اتفاقيات أوسلو لتسهيل العملية الانتقالية والتجاوب مع احتياجات الشعب الفلسطيني. شغل روبرت سيري المنصب في نوفمبر 2007 وحتى 5 فبراير 2015 ثم تبعه نيكولاي ملادينوف.